# Тыргу-Секуеск
Тыргу-Секуеск (рум. Târgu Secuiesc, венг. Kézdivásárhely) — город в Румынии в составе жудеца Ковасна.

## История
Во времена Древнего Рима в этих местах существовало поселение под названием «Praetoria Augusta».
В 1427 году король Сигизмунд объявил эти места королевским городом под названием «Torjavására».
В 1567 году город упоминается под названием «Kézdivásárhely»; он быстро стал одним из самых важных городов Трансильвании. В 1834 году город был почти полностью уничтожен страшным пожаром. Он был постепенно отстроен вновь к концу XIX века.
Во времена Австро-Венгрии румыны называли город его венгерским названием в румынизированной форме: «Кезди-Ошорхею» (рум. Chezdi-Oșorheiu). После того, как в 1920 году по Трианонскому договору он перешёл Румынии, румынское название было изменено на «Тыргу-Секуеск».